# Lougares
Lougares (oficialmente San Fiz de Lougares) es una parroquia española del municipio de Mondariz, perteneciente a la provincia de Pontevedra, en la comunidad autónoma de Galicia.

## Toponimia
El lugar puede aparecer referido como «Lougares», «San Fiz de Lougares», «San Félix de Lougares», «Longares» y «San Pedro Feliz de Longares».

## Historia
Hacia mediados del siglo XIX, el lugar, por entonces referido como una feligresía, tenía contabilizada una población de 344 habitantes. Aparece descrito en el décimo volumen del Diccionario geográfico-estadístico-histórico de España y sus posesiones de Ultramar de Pascual Madoz con las siguientes palabras:

LONGARES (San Pedro Feliz): felig. en la prov. de Pontevedra (5 1/2 leg.), part. jud. de Puenteáreas (2), dióc. de Tuy (5), ayunt. de Mondariz (1/2): sit. á la izq. del r. Tea, con libre ventilacion, clima templado y sano. Tiene unas 80 casas distribuidas en los l. de Casares, Cabirtallo, Couto, Outerelo y Santibayo de Moto. La igl. parr. (San Pedro Feliz) está servida por un cura de segundo ascenso y patronato laical. Confina el térm. N. Sabajanes; E. Costa; S. Queimadelos, y O. Mondariz. El terreno participa de monte y llano, y es fértil. prod.: maiz, centeno, trigo, legumbres, frutas y algun vino: se cria ganado vacuno y lanar; hay caza de perdíces y conejos, y pesca de varias clases. pobl.: 86 vec., 344 alm. contr.: con su ayunt. (V.)
(Madoz, 1847, p. 369)

En 2022, tenía empadronados 310 habitantes.